# 东城区北总布胡同2号宅院
39°54′55″N 116°25′53″E / 39.915195°N 116.431482°E
东城区北总布胡同2号宅院，位于北京市东城区北总布胡同2号。

## 简介
该宅院位于北总部胡同的北端，西对盛芳胡同。该宅院原来是美国洛克菲勒基金会董事长1918年用兴建协和医院的剩余建筑材料为其父母建的住宅，他们直到1942年12月7日珍珠港事件发生后才离开这里。抗日战争后期，该宅院被日本人霸占，直到抗日战争结束。1946年1月，该宅院成为军调部国民政府代表驻地。1947年2月至1948年，孙连仲在此居住。后来被龙云家所有。中华人民共和国成立后，陆定一在此居住，陆定一逝世后该宅院仍然归龙家。
该宅院坐北朝南，现存的建筑面积将近1000平方米。该宅院西墙中南段有一座大门。大门南侧有座四角攒尖顶方亭。院子内的房屋非常少，北部是一栋中西合璧式房屋，位于五级水泥台阶上，平面呈“工”字形，混凝土结构，地上一层，地下一层，中式大屋顶，四角采用四角攒尖顶，中间采用庑殿顶，都是灰筒瓦屋面。南部的中间为一露台。院内有苹果、海棠、槐树等。庭院的甬路呈“S”形。院内散置石观音、石狮等，西南地面上有石刻圆形龙纹。
1984年1月10日，被公布为东城区文物保护单位。2011年，被公布为北京市文物保护单位。保存情况较为良好。